# Sawahan
Sawahan é um kecamatan (subdistrito) da cidade de Surabaia, na Província Java Oriental, Indonésia.

## Keluharan
Sawahan tem 6 keluharan:
- Patemon
- Sawahan
- Kupangkrajan
- Banyuurip
- Putat Jaya
- Pakis